# EppsteinFOILS

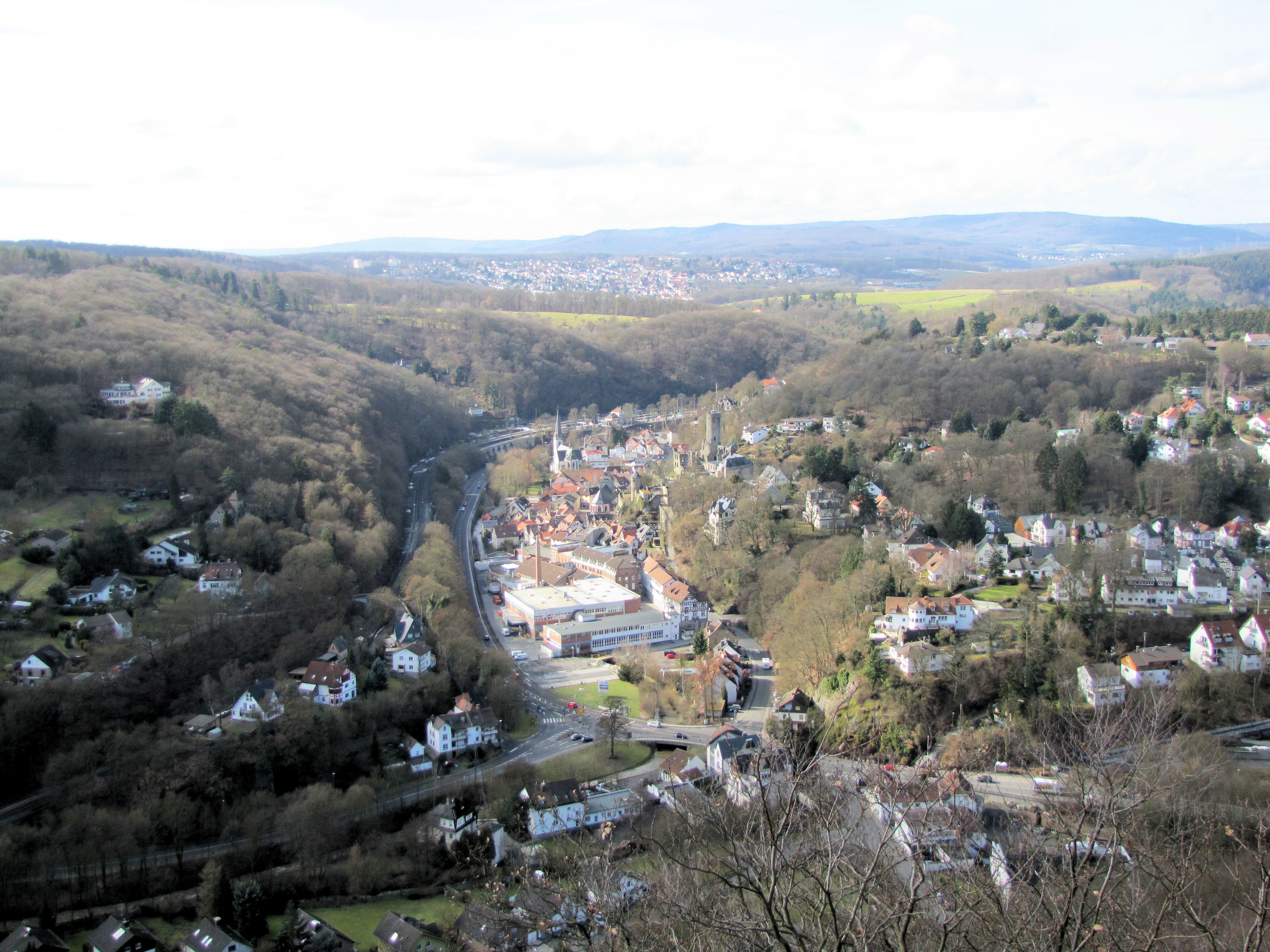
Blick auf Eppstein. Im Vordergrund das Werksgelände.

Die EppsteinFOILS GmbH & Co. KG ist ein mittelständisches Unternehmen für gewalzte NE-Metallfolien für hochspezialisierte Anwendungen mit Sitz im hessischen Eppstein. Mit seinen dünnen Spezialfolien und seinen zahlreichen Patenten ist das Unternehmen innovativer Vorreiter und zugleich als Hidden Champion der Weltmarktführer. Das allgemein bekannteste Produkt, welches bis 2013 hergestellt wurde, war Lametta.

## Geschichte

Typisierendes Werbebild der Fabrik aus dem Jahr 1900

Das Unternehmen wurde 1852 als Bleiziehereibetrieb Conrad Sachs gegründet. Den heutigen Standort bezog das Unternehmen im Jahr 1870. Bereits 1897 wurde Aluminium zu dünnen Folien gewalzt. 1904 wurde Lametta beim kaiserlichen Patentamts eingetragen.
Als Eppsteiner Stanniolfabrik wurden in den 1920er Jahren Aluminium-, Blei- und Zinnfolien mittels Bedrucken oder Färben sowie durch Zuschnitt weiterverarbeitet. Wesentlichen Anteil am Umsatz hatte früher die Produktion und der Verkauf von Lametta, allerdings sank der Umsatz um die Jahrtausendwende deutlich und lag bei Einstellung der Produktion im Jahr 2013 bei 0,01 %. Ein Defekt an der Produktionsmaschine führte zur Einstellung der Produktion, da eine Reparatur unwirtschaftlich gewesen wäre.
Im Jahr 2017 war EppsteinFOILS Finalist des Wettbewerbs Hessen-Champions 2017 in der Kategorie Weltmarktführer.

## Aktuelles Sortiment
EppsteinFOILS produziert rund 50 verschiedene Folien aus Blei und Zinn, die in Verbindungen mit anderen Materialien Anwendungen in der Elektronik und der Werkstoffprüfung finden. Andere Folien werden für die Elektroden in Defibrillatoren oder die Röntgenfolien beim Zahnarzt verwendet. Seit 2015 produziert EppsteinFOILS auch Folien für Solarmodule. Die Entwicklung dieses Produkts begann bereits im Jahr 2009.
Zur Entwicklung neuer Produkte wurde im Jahr 2012 ein Tochterunternehmen, die Eppstein Technologies GmbH, gegründet. Ein Teil der Gewinne der EppsteinFOILS wird dort zur Produktentwicklung investiert. Dazu kooperiert das Unternehmen mit Technologiezentren, Forschungsinstituten und Universitäten.

## Kontorgebäude der Stanniolfabrik Eppstein

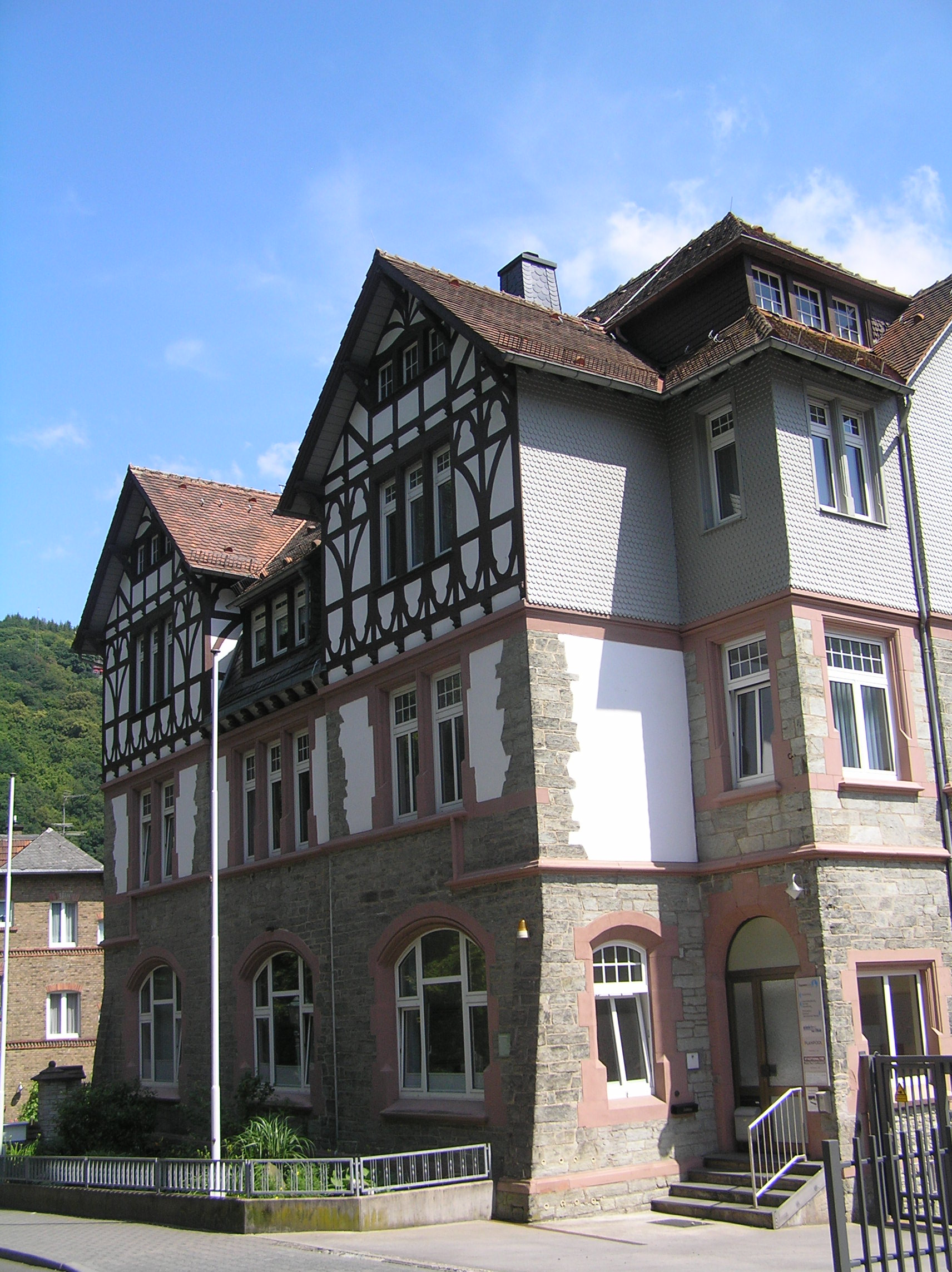
Kontorgebäude der Stanniolfabrik Eppstein

Die Fabrik hatte ab 1852 ihren Sitz in der Hintergasse in Eppstein. Nachdem notwendige Erweiterungen am alten Standort nicht mehr möglich waren, wurde 1870 ein neues Fabrikgelände, auf dem Gebiet der früheren Bannmühle, angelegt. Dort befindet sich auch heute noch die Fabrik. Die Bannmühle war 1482 von den Herren von Eppstein angelegt und in Erbpacht vergeben worden. 12 eppsteinische Orte und der Hof Häusel waren bis Anfang des 19. Jahrhunderts verpflichtet, hier mahlen zu lassen. Die Produktionsgebäude sind schmucklose Industriearchitektur aus der Zeit des Endes des 19. Jahrhunderts. Im Jahre 1904 wurde am Rande des Fabrikgeländes in der Burgstraße 83 ein Kontorgebäude der Stanniolfabrik Eppstein nach Plänen des Architekten Carl Wilhelm Plöcker erbaut. Das Kontorgebäude ist villenartig ausgebaut und mit gotisierendem Zierfachwerk in der hohen Dachgeschosszone geschmückt. Das Gebäude hat drei Geschosse und steht traufständig zur Straße. Das Erdgeschoss mit zwei Zwerchhäusern ist mit Taunusschiefer verblendet. Wichtige Strukturelemente sind die strebepfeilerartig verstärkten Ecken und der repräsentativer Eingang im flachen Risalit. Das Kontorgebäude der Stanniolfabrik Eppstein ist aus geschichtlichen und künstlerischen Gründen als Kulturdenkmal geschützt. Die Fabrik ist Teil der Route der Industriekultur Rhein-Main Main-Taunus-Kreis.

## Trivia
Eppsteinfoils lieferte eine 0,02 mm dünne Bleifolie für einen Versuch der US-Serie „MythBusters“ (Episode 96). Sie übertrafen dabei noch die Spezifikationen aus den Anforderungen um ca. 30 Prozent. Dem Team der MythBusters gelang es mit dieser Folie, einen Ballon aus Bleifolie so zu konstruieren, dass er nach Befüllen mit Helium über ausreichend statischen Auftrieb zum Schweben verfügt.